# ماندي شتاين
ماندي شتاين (بالإنجليزية: Mandy Stein)‏ هي مخرجة أمريكية، ولدت في 14 يناير 1975 في مانهاتن في الولايات المتحدة.

## وصلات خارجية
- ماندي شتاين على موقع IMDb (الإنجليزية)
- ماندي شتاين على موقع ميوزك برينز (الإنجليزية)
- ماندي شتاين على موقع أول موفي (الإنجليزية)
- ماندي شتاين على موقع ديسكوغز (الإنجليزية)
- ماندي شتاين على موقع قاعدة بيانات الفيلم (الإنجليزية)
- ماندي شتاين على موقع كينوبويسك (الروسية)